# Stanisław Turczynowicz

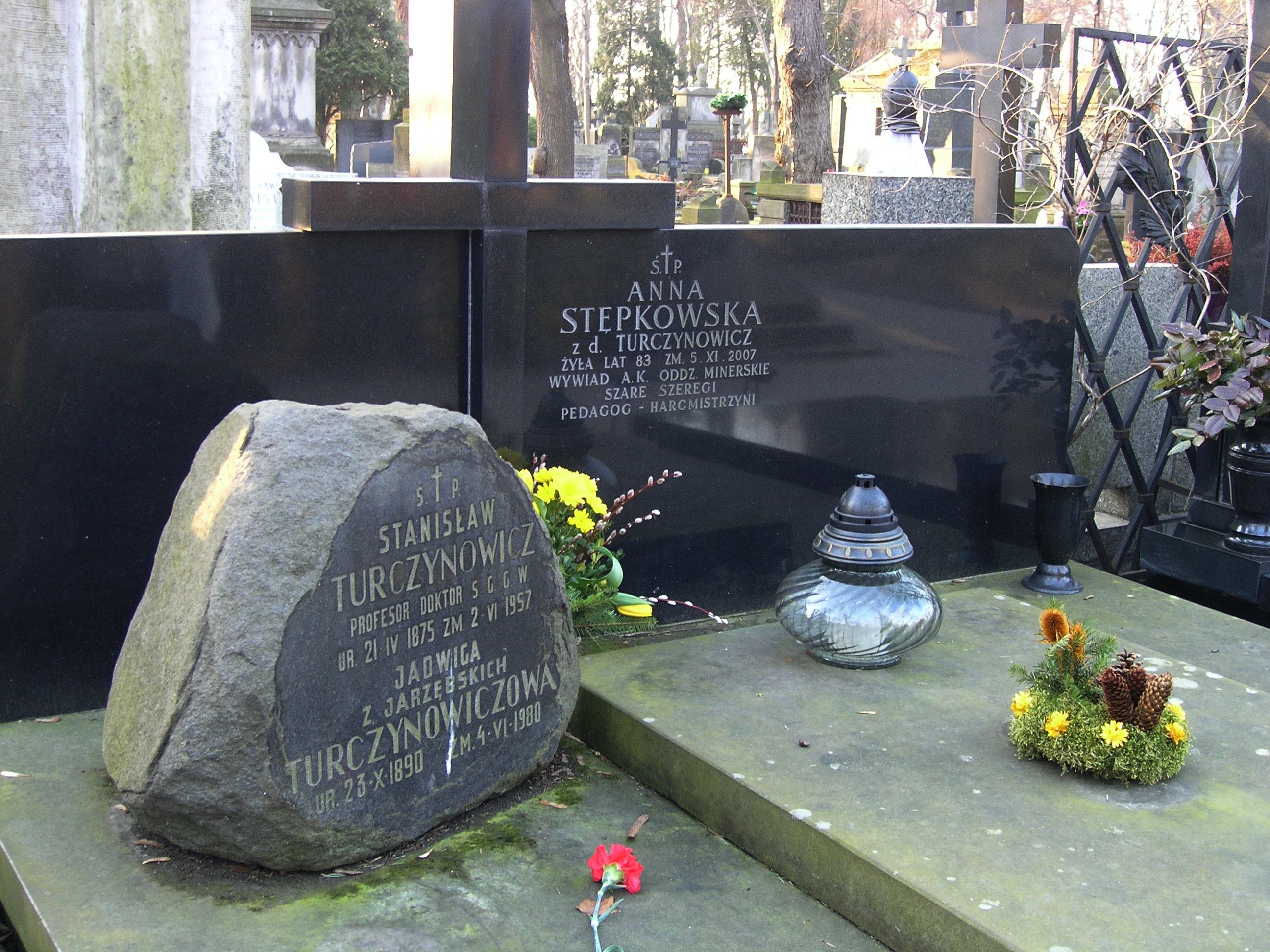
Grób Stanisława Turczynowicza na Starych Powązkach w Warszawie (stan na marzec 2012)

Stanisław Turczynowicz (ur. 21 kwietnia 1875 w Lublinie, zm. 2 kwietnia 1957 w Warszawie) – polski hydrotechnik, profesor melioracji, dziekan Wydziału Rolniczego i Wydziału Melioracji Wodnych SGGW, encyklopedysta.

## Młodość
Syn Piotra. Uczęszczał do miejscowego Męskiego Gimnazjum do 1892, po czym przeniósł się do Dorpatu, gdzie uzyskał maturę. W latach 1895–1804 studiował z przerwami na Politechnice Ryskiej. W 1899 r. został przyjęty do korporacji akademickiej Arkonia. Studia chemiczne i inżynierskie uzupełniał następnie na Wydziale Melioracyjnym w Wyższej Szkole Technicznej w Monachium.

## Działalność zawodowa w II RP
Po odbyciu praktyki melioracyjnej w Galicji został w 1905 asystentem w Katedrze Inżynierii Rolnej Uniwersytetu Jagiellońskiego w Krakowie. Prowadził wykłady z zakresu geodezji i melioracji rolnych. Był również współzałożycielem firmy prowadzącej roboty melioracyjne, głównie w Królestwie Polskim. W latach 1911–1914, jako inżynier hydrotechnik, pracował w rosyjskim Zarządzie Dóbr Państwowych w Guberniach – łomżyńskiej i suwalskiej. Zmobilizowany w 1914 zajmował się zaopatrywaniem wojsk rosyjskich w wodę. Był też naczelnikiem robót hydrotechnicznych przy budowie fortyfikacji. Po rewolucji 1917 r. został wiceprezesem Związku Wojskowych Polaków okręgu odeskiego i prezesem Polskiego Komitetu Wykonawczego w Odessie, oraz redaktorem polskiego tygodnika „Wyzwolenie”. W 1918 powrócił do kraju i do 1930 pracował w Ministerstwie Rolnictwa. Jednocześnie prowadził w SGGW w Warszawie wykłady z melioracji rolnych i budownictwa wiejskiego. Od 1920 r. kierował Zakładem Budownictwa Wiejskiego i Melioracji. Wykładał też torfoznawstwo, meliorację lasów, budownictwo stawowe i regulację potoków górskich. W latach 1926–1935 był redaktorem pisma „Inżynieria Rolna”. W okresie międzywojennym działał w Stowarzyszeniu Techników w Warszawie, pełniąc m.in. funkcję prezesa Rady Naukowo-Technicznej. W 1931 został profesorem nadzwyczajnym. W latach 1929–1939 był też wykładowcą na Wydziale Inżynierii Wodnej i Geodezji Politechniki Warszawskiej. W 1939 r. został dziekanem Wydziału Rolniczego SGGW. W okresie okupacji brał udział w tajnym nauczaniu studentów SGGW. Zajmował się również opieka nad nieletnimi.

## Działalność zawodowa po 1945 roku
Po wojnie został profesorem zwyczajnym i do 1949 r. był nadal dziekanem Wydziału Rolniczego SGGW. W latach następnych był dziekanem nowo utworzonego Wydziału Melioracji Wodnych oraz Kierował Katedrą Budownictwa i Melioracji Wodnych.
W roku 1947 Stanisław Turczynowicz był głównym inicjatorem powołania Polskiego Towarzystwa Geofizycznego.
Zmarł 2 kwietnia 1957 r. w Warszawie. Pochowany na cmentarzu Powązkowskim w Warszawie (kwatera 40-1-4/5).

## Publikacje
Był również encyklopedystą, edytorem Praktycznej encyklopedii gospodarstwa wiejskiego. Napisał w ramach tego cyklu encyklopedycznego tom nr 33-34, Torf: (eksploatacja i zastosowanie w rolnictwie i przemyśle) .
Stanisław Turczynowicz opublikował 10 podręczników, głównie z zakresu torfoznawstwa i melioracji oraz około 200 artykułów w czasopismach technicznych.
Poniżej lista wybranych publikacji:
- „Krótki zarys meteorologii na usługach rolnictwa”, Warszawa, Centralne Towarzystwo Rolnicze, 1913.
- „Melioracje i zagospodarowanie torfowisk”, Warszawa, Państwowe Wydawawnictwa Rolnicze i Leśne, 1956.